# 寺田光世
寺田 光世（てらだ みつよ、1942年1月 - ）は体育学者。専門は体育学、環境生理学、公衆衛生学及び健康科学。2005年4月より2009年まで京都教育大学の学長を務めた。

## 経歴
京都学芸大学学芸学部特修体育学科健康学専攻卒。広島大学医学博士。
京都教育大学教育学部教授・附属図書館長を歴任の後、2005年4月に国立大学法人京都教育大学長に就任した。学長就任後に京都府内の私立大学（同志社女子大学, 京都産業大学, 京都女子大学, 佛教大学, 立命館大学）と連携して開発した教育プログラム「連合大学院による教員養成高度化京都モデル」は文部科学省の「資質の高い教員養成推進プログラム（教員養成GP）」に採択され、同志社大学と龍谷大学も加わった連合教職大学院を2008年度より立ち上げた。
また、平成17年度（2005年度）には現代的教育ニーズ取組支援プログラムとして大学の取り組み「知的財産創造・活用力を育成する教員の養成」が採択された。
2009年7月6日、自らが学長を務める京都教育大学の学生が起こした集団準強姦事件の責任を取って8月末日付で学長職を辞職する意向を表明した。
その後8月25日になり、8月31日付けで学長を辞職することが正式に発表され、学長の選考を実施して10月1日に新学長が就任するまでの1ヶ月の間は武蔵野實副学長・理事が学長代理を務めることとなった。

## 著作

### 単著
- 『フィットネスの生理学ケース&ディスカッション』文理閣、1999年
- 『マラソン・ジョギングQ＆A』ミネルヴァ書房、2002年
- 『疲れた体をリフレッシュQ＆A』ミネルヴァ書房、2004年

### 共著
- （松浦賢長）『保健授業のプラニング』文理閣、1997年

### 共編著
- （三ツ矢隆重他）『全訂学校保健ハンドブック』ぎょうせい、1999年